# Salatín (Westtatra)
Der Salatín (älter Salatínsky vrch genannt) ist ein Berg in der slowakischen Westtatra sowie deren geomorphologischen Teil Roháče mit einer Höhe von 2047,5 m n.m. Der grasig-felsige Berg erhebt sich am Hauptkamm im mittleren Teil von Roháče, zwischen dem Berg Brestová und dem Sattel Parichvost im Nordwesten und den Bergen Malý Salatín und Spálená weiter östlich. Er liegt oberhalb der Täler Roháčska dolina im Nordosten und Bobrovecká dolina im Westen, dazu beginnen zwei kurze Seitenkämme Richtung Südwesten und Nordosten am Berg.
Salatín ist ein mehrmals in der Slowakei vorkommender Name, mit nicht ganz gesicherter Etymologie: mögliche Deutungen sind Ableitungen vom slowakischen Wort salaš (= Alm) oder vom slawischen Begriff zaletni (= gefroren, hier im Sinne gefrorener Berg).
Über den Gipfel führt ein rot markierter Wanderweg durch den Hauptkamm der Westtatra. Vom Nachbarberg Malý Salatín ist ein Abstieg über einen grün markierten Wanderweg ins Tal Parichvost möglich.